# Spilosoma biseriata
Spilosoma biseriata là một loài bướm đêm thuộc phân họ Arctiinae, họ Erebidae.